# Oribotritia varia
Oribotritia varia är en kvalsterart som beskrevs av Wojciech Niedbała 2004. Oribotritia varia ingår i släktet Oribotritia och familjen Oribotritiidae. Inga underarter finns listade i Catalogue of Life.